# Lamar Jackson
Lamar Demeatrice Jackson Jr. (Pompano Beach, 7 gennaio 1997) è un giocatore di football americano statunitense che milita nel ruolo di quarterback per i Baltimore Ravens della National Football League (NFL). Nel 2016, con i Louisville Cardinals ha vinto l'Heisman Trophy, il massimo riconoscimento individuale nel football universitario, mentre nel 2019 e nel 2023 è stato nominato MVP della NFL.

## Carriera universitaria
Nella sua prima stagione a Louisville nel 2015, Jackson disputò 12 partite, di cui otto come titolare, passando 1.840 yard, con 12 touchdown e 8 intercetti subiti, oltre a correre 960 yard e altri 11 touchdown. Fu premiato come miglior giocatore del Music City Bowl 2015 dopo avere passato 227 yard e 2 touchdown, oltre a correre un record dell'evento di 226 yard più due marcature. Nella prima gara della sua seconda stagione, contro UNC-Charlotte, Jackson stabilì il record scolastico per touchdown complessivi in un incontro, 8, tutti nel primo tempo. Contro Syracuse segnò complessivamente altri 5 TD tutti nel primo tempo. Contro Florida State, numero 2 del tabellone, Jackson segnò 4 touchdown su corsa, divenendo uno dei favoriti per la vittoria dell'Heisman Trophy, portando i Cardinals al numero 3 del tabellone, il loro miglior risultato dal 2006. Contro Marshall fece registrare altri sette touchdown totali. L'8 dicembre, Jackson fu premiato con il Walter Camp Award e il Maxwell Award come giocatore universitario dell'anno.
Il 10 dicembre 2016, fu premiato con l'Heisman Trophy 2016, superando la concorrenza di Deshaun Watson, Dede Westbrook, Jabrill Peppers e Baker Mayfield. Fu il primo vincitore della storia di Louisville e il più giovane vincitore di sempre del trofeo.

### Vittorie e premi
- Heisman Trophy (2016)
- Maxwell Award (2016)
- Walter Camp Award (2016)
- Giocatore dell'anno della ACC (2016)
- Giocatore offensivo dell'anno della ACC (2016)
- Atleta maschile dell'anno della ACC (2018) – tutti gli sport

### Statistiche
| Statistiche al college |          |          |          |          |          |          |          |       |       |       |       |
| Louisville Cardinals   |          |          |          |          |          |          |          |       |       |       |       |
| Stagione               | Passaggi | Passaggi | Passaggi | Passaggi | Passaggi | Passaggi | Passaggi | Corse | Corse | Corse | Corse |
| Stagione               | Comp     | Ten      | Yard     | %        | TD       | Int      | Rat      | Ten   | Yard  | Media | TD    |
| 2015                   | 135      | 247      | 1.840    | 54,7     | 12       | 8        | 126,8    | 163   | 960   | 5,9   | 11    |
| 2016                   | 220      | 382      | 3.390    | 57,6     | 30       | 9        | 153,3    | 220   | 1.538 | 6,6   | 21    |
| Totale NCAA            | 355      | 629      | 5.235    | 56,0     | 42       | 17       | 140,5    | 383   | 2.498 | 6.3   | 32    |

Fonte:ESPN

## Carriera professionistica

### Stagione 2018

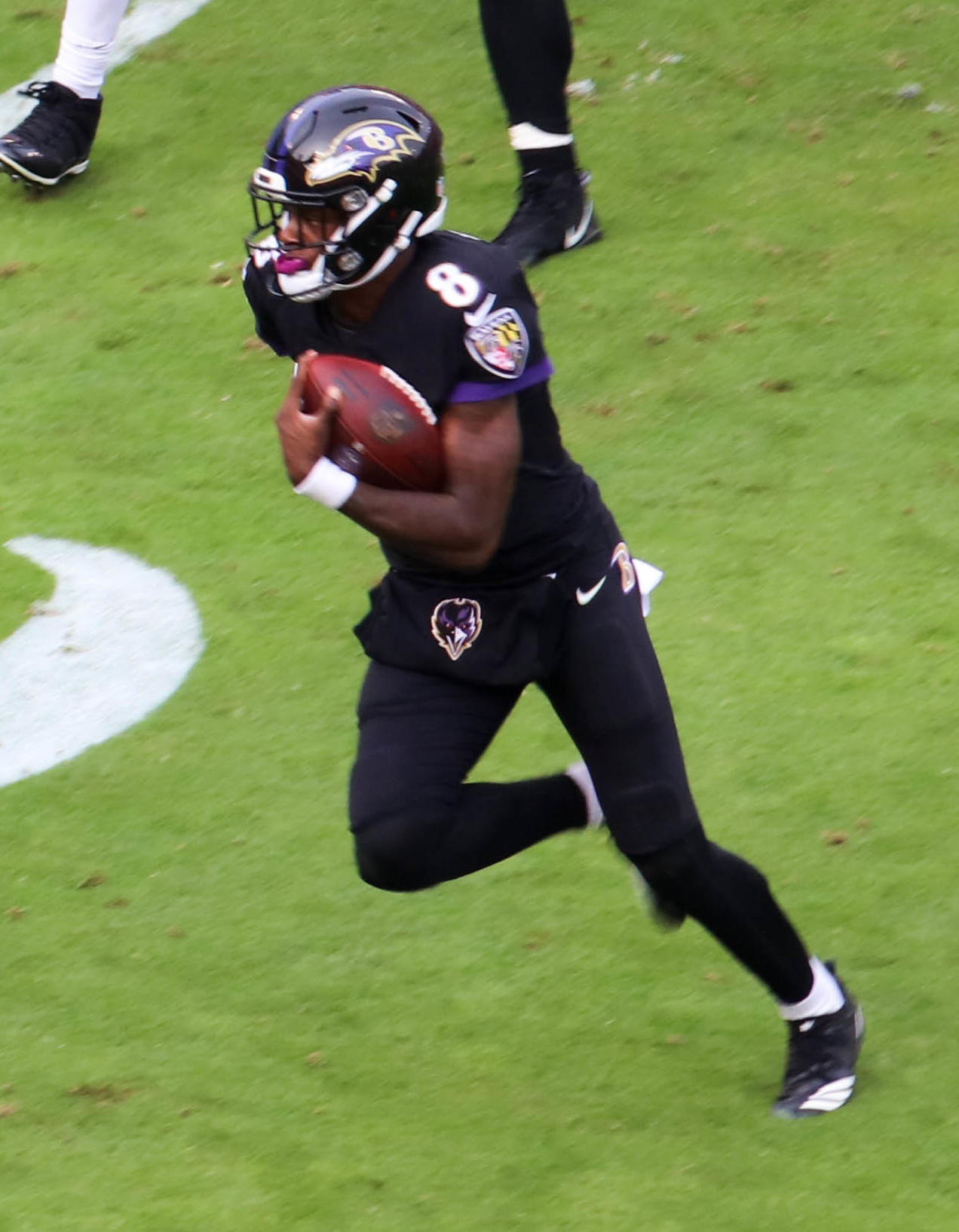
Una corsa di Jackson contro i Bengals nel 2018

Il 26 aprile 2018 Jackson fu scelto come trentaduesimo assoluto nel Draft NFL 2018 dai Baltimore Ravens. Debuttò come professionista subentrando nel secondo tempo al veterano Joe Flacco con la squadra in vantaggio per 40-0 contro i Buffalo Bills, passando 24 yard. Il 22 ottobre segnò il primo touchdown su corsa nella NFL nella sconfitta per 24–23 con i New Orleans Saints. La settimana successiva invece passò il primo touchdown, con un passaggio da 26 yard per l'altro rookie Hayden Hurst, contro i Carolina Panthers. Nell'undicesimo turno, con Flacco infortunato, Jackson disputò la prima gara come titolare guidando i Ravens alla vittoria sui Cincinnati Bengals. Le sue 117 yard corse furono un nuovo record NFL per un quarterback alla prima gara da partente, superando quello di Randall Cunningham stabilito nel 1985. Jackson vinse tutte le prime tre gare come titolare prima di una sconfitta in una gara equilibrata contro i Kansas City Chiefs. Alla fine di dicembre fu premiato come rookie offensivo del mese, durante il quale mantenne i Ravens imbattuti con 4 touchdown passati e 3 segnati di corsa. Baltimore vinse così la propria division e Jackson divenne il più giovane quarterback della storia a partire come titolare in una gara di playoff.

### Stagione 2019: MVP della NFL
Nel primo turno della stagione 2019 Jackson lanciò un nuovo primato personale di 5 touchdown, tanti quanti ne aveva passati nella stagione precedente, nella vittoria sui Miami Dolphins in cui i Ravens segnarono un record di franchigia di 59 punti. La sua partita terminò con un passer rating perfetto di 158,3, il più giovane giocatore della storia a riuscirvi superando il record di Jared Goff, venendo premiato come giocatore offensivo della AFC della settimana e come quarterback della settimana. Nel turno successivo, nella vittoria sugli Arizona Cardinals, divenne il primo giocatore della storia con almeno 250 yard passate e 120 corse nella stessa partita. Nella settimana 6 Jackson divenne il primo giocatore nella stagione regolare a passare 200 yard e correrne 150 nella stessa gara. In precedenza vi era riuscito solo Colin Kaepernick in una gara di playoff. Per quella prestazione fu premiato come miglior corridore della settimana.
Nel nono turno, Jackson e i Ravens inflissero la prima sconfitta agli imbattuti Patriots. La sua partita si chiuse con tre touchdown, uno passato e due su corsa, venendo premiato per la seconda volta in stagione come giocatore offensivo della AFC della settimana. Sette giorni dopo divenne il secondo giocatore della storia, dopo Ben Roethlisberger nel 2007, a disputare due gare con un passer rating perfetto nella stessa stagione nella vittoria per 49-13 sui Cincinnati Bengals. Per il secondo turno consecutivo fu premiato come giocatore offensivo della settimana e come quarterback della settimana. Nella settimana 11 Jackson passò 4 touchdown nella vittoria nella sfida tra squadre di alta classifica con gli Houston Texans. Nel Monday Night Football successivo Jackson passò altri 5 touchdown nella netta vittoria sui Los Angeles Rams, campioni in carica della NFC, venendo premiato per la quarta volta come giocatore offensivo della settimana e come quarterback della settimana. Alla fine di novembre vinse il titolo di miglior giocatore offensivo della AFC del mese in cui passò 882 yard, 14 touchdown e nessun intercetto subito per un passer rating di 136,8, il migliore della lega.
Con una vittoria sui Buffalo Bills nel quattordicesimo turno i Ravens ottennero la matematica qualificazione ai playoff. In quella partita Jackson divenne il secondo quarterback della storia a correre mille yard in una stagione dopo Michael Vick. Batté il record di Vick con 86 yard corse quattro giorni dopo nell'anticipo contro i New York Jets in cui passò per la terza volta in stagione 5 touchdown, dando ai Ravens la vittoria e il secondo titolo di division consecutivo, venendo ancora una volta premiato come giocatore offensivo della settimana. A fine stagione fu convocato per il suo primo Pro Bowl e inserito nel First-team All-Pro dopo avere guidato la NFL con 36 passaggi da touchdown. I Ravens terminarono con un record di 14-2, il migliore della NFL.

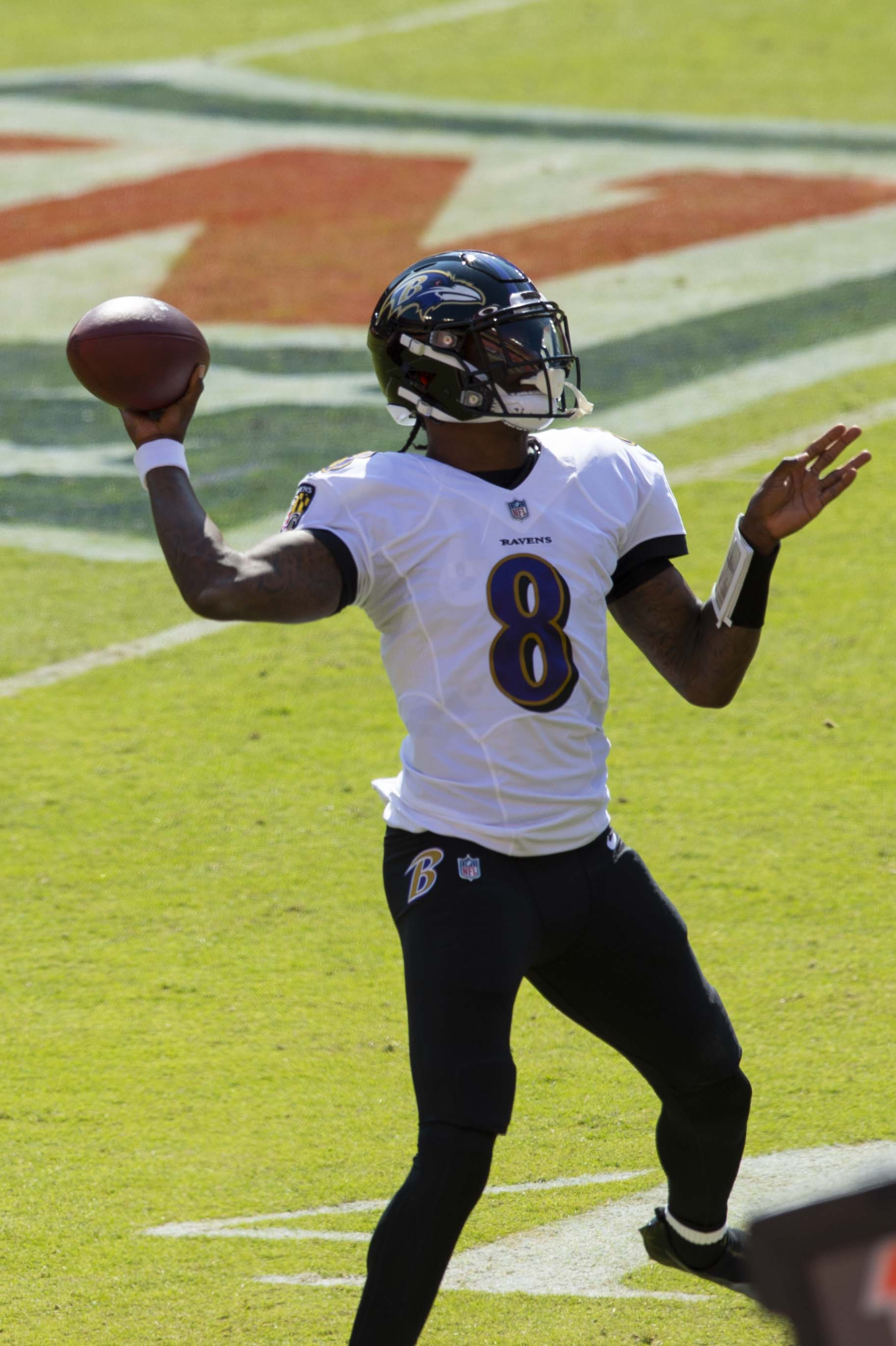
Jackson nel 2020

La stagione di Baltimore si chiuse inaspettatamente già al divisional round dei playoff quando la squadra fu battuta in casa per 28-12 dai Tennessee Titans. Jackson divenne il primo giocatore della storia con 300 yard passate e 100 corse in una gara di playoff ma subì anche 2 intercetti e 4 sack.
Il 1º febbraio 2020, Jackson fu premiato come MVP della NFL, il secondo giocatore della storia con votazione unanime dopo Tom Brady nel 2007

### Stagione 2020
Jackson aprì la sua terza stagione con 275 yard passate e 3 touchdown nella vittoria sui Browns che gli valsero il premio di giocatore offensivo della AFC della settimana. Dopo una sconfitta con i Chiefs, nella settimana 4 effettuò la corsa più lunga della carriera con un touchdown da 50 yard nella vittoria sul Washington Football Team. Il 26 novembre Jackson risultò positivo al COVID-19, venendo costretto a saltare la gara della settimana 12. Nel Monday Night Football della settimana 14 vinto contro i Browns fu premiato come giocatore offensivo della settimana grazie a 163 yard passate, 124 corse e tre touchdown totali, di cui due su corsa. La sua annata si chiuse con 2.757 yard passate, 26 touchdown, 9 intercetti e 7 touchdown su corsa, divenendo il primo quarterback della storia a correre 1.000 yard per due stagioni consecutive. I Ravens con un record di 11-5 si qualificarono ai playoff come wild card.
Nel turno delle wild card, Jackson vinse la sua prima gara di playoff in carriera battendo i Tennessee Titans nella rivincita della gara dell'anno precedente. Lanciò per 179 yard e un intercetto e corse per 136 yard, incluso un touchdown da 48 yard, nella vittoria per 20-13. La settimana successiva fu costretto a lasciare la partita nel secondo tempo a causa di una commozione cerebrale subita, con i Ravens che furono eliminati dai Buffalo Bills per 17-3 in una battaglia difensiva. Poco prima di uscire, Jackson aveva subito un intercetto ritornato per 101 yard in touchdown.

### Stagione 2021
Nel Monday Night Football del quinto turno contro gli Indianapolis Colts, in svantaggio di 16 punti nel quarto periodo, Jackson guidò i Ravens alla rimonta con un record di franchigia di 442 yard passate e 4 touchdown, venendo premiato come giocatore offensivo della AFC della settimana. Sette giorni dopo stabilì un record per un quarterback sotto i 25 anni con la 35ª vittoria. Il vecchio primato di 34 era detenuto da Dan Marino. A causa di un infortunio Jackson fu costretto a saltare le ultime quattro partite della stagione, venendo comunque convocato per il suo secondo Pro Bowl dopo avere passato 2.882 yard, 16 touchdown e un nuovo primato personale negativo di 13 intercetti.

### Stagione 2022
Poco prima dell'inizio della stagione emerse il rifiuto di Jackson per una ricca proposta di rinnovo presentatagli dai Ravens. Nel primo turno passò tre touchdown nella vittoria sui New York Jets. La settimana successiva ebbe un passer rating perfetto di 158,3, passò 318 yard, 3 touchdown e ne segnò un quarto dopo la corsa più lunga della carriera, 79 yard, ma tutto ciò non fu sufficiente ad evitare ai Ravens la sconfitta con i Miami Dolphins, dilapidando un vantaggio di 21 punti. Nella settimana 3 Baltimore tornò alla vittoria con cinque touchdown di Jackson (quattro passati e uno su corsa) contro i New England Patriots. Alla fine di settembre fu premiato come giocatore offensivo della AFC del mese in cui guidò la NFL con dieci passaggi da touchdown.
Nel 13º turno Jackson fu costretto a lasciare la gara contro i Denver Broncos per un infortunio.

### Stagione 2023: seconda volta MVP
Il 7 marzo 2023 i Ravens applicarono su Jackson la franchise tag. Dopo mesi di trattative e speculazioni, il 27 aprile il giocatore e il club trovarono un accordo per un nuovo contratto quinquennale del valore di 260 milioni di dollari, che lo rese il giocatore più pagato della NFL per stipendio medio annuale. Nel settimo turno disputò una delle migliori gare stagionali passando 357 yard, 3 touchdown e un quarto segnato su corsa, nella vittoria sui Detroit Lions che in quel momento avevano il miglior record della lega. Per questa prestazione fu premiato come miglior giocatore offensivo della AFC della settimana.
Nell'anticipo dell'undicesimo turno, Jackson passò 264 yard, ne corse 54 e passò due touchdown senza perdere palloni nella vittoria sui Cincinnati Bengals. La settimana successiva divenne il quarto quarterback della storia a correre 5 000 yard in carriera nella vittoria sui Los Angeles Chargers. Nella settimana 15 passò 171 yard, un touchdown, un intercetto e corse 97 yard nella vittoria sui Jaguars che rese i Ravens la prima squadra della AFC a qualificarsi per i playoff. Nel turno successivo passò 252 yard, 2 touchdown e corse 45 yard nella vittoria sui San Francisco 49ers, la squadra con il miglior record della NFC.
Nel penultimo turno Jackson fu premiato come giocatore offensivo della AFC della settimana e come quarterback della settimana dopo avere passato 321 yard e 5 touchdown per un passer rating perfetto di 158,3 per la terza volta in carriera (un record condiviso) nella vittoria sui Miami Dolphins. Con i Ravens già sicuri del primo posto nel tabellone della AFC, Jackson fu tenuto a riposo nell'ultimo turno, ma fu comunque premiato come giocatore offensivo della AFC del mese di dicembre/gennaio, periodo in cui nelle quattro gare disputate su cinque ebbe una media di 265 yard passate a partita e lanciò 11 touchdown. Chiuse la sua stagione regolare con 3.678 yard passate, 24 touchdown, 7 intercetti, 821 yard corse e 5 touchdown su corsa, venendo convocato per il suo terzo Pro Bowl e inserito nel First-team All-Pro. L'8 febbraio 2024, nel corso della cerimonia dei NFL Honors, Jackson fu premiato per la seconda volta in carriera come MVP della NFL.

### Stagione 2024
Dopo due sconfitte nelle prime due gare contro Chiefs e Raiders, nella settimana 3 i Ravens batterono i Cowboys con Jackson che passò 182 yard e un touchdown con un passer rating di 139,4 e corse 87 yard e un altro touchdown. Nel quinto turno fu premiato come giocatore offensivo della AFC della settimana dopo avere passato 348 yard, 4 touchdown e corso 55 yard nella vittoria sui Bengals. La settimana successiva i Ravens vinsero la quarta gara consecutiva a spese dei Commanders, con Jackson che passò 323 yard, un touchdown e un intercetto.
Nel Monday Night Football del settimo turno vinto contro i Buccaneers, Jackson completó 17 passaggi su 22 per 281 yard e 5 touchdown, venendo premiato come giocatore offensivo della AFC della settimana. Alla fine di ottobre fu premiato come giocatore offensivo del mese della AFC in cui passò 1.241 yard, 12 touchdown e un solo intercetto subito. Nel nono turno passò 280 yard e 3 touchdown nella vittoria sui Broncos, pareggiando il record NFL di altri quattro giocatori con la quarta gara in carriera con un passer rating perfetto. Nella gara del decimo turno Jackson guidò i Ravens alla vittoria 35-34 contro i Bengals rimontando 14 punti di svantaggio all'inizio del terzo quarto di gioco, lanciando per 290 yard e quattro touchdown, di cui tre nel secondo tempo, chiudendo col 74,3% di passaggi completati e 33 yard corse su 7 tentativi. Per la terza volta in stagione fu premiato come giocatore offensivo della AFC della settimana. Nel quindicesimo turno, dopo un fumble nel primo possesso, si rifece passando 290 yard e 5 touchdown nella vittoria sui Giants. Due settimane dopo batté il record NFL per yard corse in carriera da un quarterback appartenente a Michael Vick. Nell'ultimo turno, con 217 yard passate e 63 corse nella vittoria sui Browns, divenne il primo giocatore della storia con 4.000 yard passate e 900 corse nella stessa stagione. Fu anche il primo giocatore di sempre a passare almeno 40 touchdown con meno di 5 intercetti e il suo passer rating di 119,6 fu il quarto più alto di tutti i tempi. A fine anno fu convocato per il suo quarto Pro Bowl e inserito nel First-team All-Pro. Si classificò inoltre secondo nel premio di MVP della NFL dietro a Josh Allen.
Nel turno delle wild card contro gli Steelers, Jackson passò 175 yard e 2 touchdown nella vittoria per 28-14. La settimana successiva passò 254 yard e 2 touchdown ma subì anche un intercetto e perse un fumble, con i Ravens che vennero eliminati dai Buffalo Bills per 27–25.

## Statistiche

### Stagione regolare
| 2018   | BAL    | 16 | 7  | 99    | 170   | 58,2 | 1 201  | 7,1 | 6   | 3  | 84,5  | 147 | 695   | 4,7 | 5  | 16  | 71  | 12 | 4  | 6-1-0   |
| 2019   | BAL    | 15 | 15 | 265   | 401   | 66,1 | 3 127  | 7,8 | 36  | 6  | 113,3 | 176 | 1 206 | 6,9 | 7  | 23  | 106 | 9  | 2  | 13-2-0  |
| 2020   | BAL    | 15 | 15 | 242   | 376   | 64,4 | 2 757  | 7,3 | 26  | 9  | 99,3  | 159 | 1 005 | 6,3 | 7  | 29  | 160 | 10 | 4  | 11-4-0  |
| 2021   | BAL    | 12 | 12 | 246   | 382   | 64,4 | 2 882  | 7,5 | 16  | 13 | 87,0  | 133 | 767   | 5,8 | 2  | 38  | 190 | 6  | 3  | 7-5-0   |
| 2022   | BAL    | 12 | 12 | 203   | 326   | 62,3 | 2 242  | 6,9 | 17  | 7  | 91,1  | 112 | 764   | 6,8 | 3  | 26  | 114 | 5  | 2  | 8-4-0   |
| 2023   | BAL    | 16 | 16 | 307   | 457   | 67,2 | 3 678  | 8,0 | 25  | 7  | 102,7 | 148 | 821   | 5,5 | 5  | 37  | 218 | 11 | 6  | 13-3-0  |
| 2024   | BAL    | 10 | 10 | 199   | 288   | 69,1 | 2 669  | 8,3 | 24  | 2  | 123,2 | 91  | 538   | 5,9 | 2  | 13  | 94  | 6  | 4  | 7-3-0   |
| Totale | Totale | 96 | 87 | 1 561 | 2 400 | 65,0 | 18 556 | 7,7 | 149 | 47 | 101,0 | 966 | 5 796 | 6,0 | 31 | 182 | 953 | 59 | 25 | 65-22-0 |

In grassetto i record personali in carriera —      MVP della NFL —      Leader della lega
Statistiche aggiornate alla settimana 10 della stagione 2024.

### Play-off
| 2018   | BAL    | 1 | 1 | 14  | 29  | 48,3 | 194   | 6,7 | 2 | 1 | 78,8 | 9  | 54  | 6,0 | 0 | 7  | 55  | 3 | 1 | 0-1   |
| 2019   | BAL    | 1 | 1 | 31  | 59  | 52,5 | 365   | 6,2 | 1 | 2 | 63,2 | 20 | 143 | 7,2 | 0 | 4  | 20  | 1 | 1 | 0-1   |
| 2020   | BAL    | 2 | 2 | 31  | 48  | 64,6 | 341   | 7,1 | 0 | 2 | 68,1 | 25 | 170 | 6,8 | 1 | 8  | 38  | 1 | 0 | 1-1   |
| 2023   | BAL    | 2 | 2 | 36  | 59  | 61,0 | 424   | 7,2 | 3 | 1 | 92,8 | 19 | 154 | 8,1 | 2 | 7  | 46  | 0 | 0 | 1-1   |
| Totale | Totale | 6 | 6 | 112 | 195 | 57,4 | 1 324 | 6,8 | 6 | 6 | 75,7 | 73 | 521 | 7,1 | 3 | 19 | 113 | 5 | 2 | 2-4-0 |

Fonte: Pro Football Reference - in grassetto i record in carriera.

## Palmarès
- MVP della NFL: 2

2019, 2023
- Convocazioni al Pro Bowl: 4

2019, 2021, 2023, 2024
- First-team All-Pro: 3

2019, 2023, 2024
- MVP del Pro Bowl: 1

2019
- Quarterback dell'anno: 1

2019
- Giocatore offensivo della AFC del mese: 4

novembre 2019, settembre 2022, dicembre 2023/gennaio 2024, ottobre 2024
- Giocatore offensivo della AFC della settimana: 13

1ª, 9ª, 10ª, 12ª e 15ª del 2019, 1ª e 14ª del 2020, 5ª del 2021, 7ª e 17ª del 2023, 5ª, 7ª e 10ª del 2024
- Quarterback della settimana: 4

1ª, 10ª e 12ª del 2019, 17ª del 2023
- Running back della settimana: 1

6ª del 2019
- Rookie offensivo del mese: 1

dicembre 2018
- Leader della NFL in passaggi da touchdown: 1

2019
- Bert Bell Award: 1

2019

## Famiglia
Jackson è cugino di primo grado da parte di madre con Trayvon Mullen, cornerback nella NFL. Dalla stagione 2023 Jackson e Trayvon hanno giocato insieme nei Ravens. Anche un altro cugino di Jackson, Tiawan Mullen, è approdato in NFL sempre nel ruolo di cornerback.